# Pasiphaeoidea
Pasiphaeoidea (лат.) — надсемейство морских десятиногих раков из инфраотряда настоящих креветок (Caridea). Включает единственное семейство Pasiphaeidae, представители которого широко распространены по всему мировому океану, включая полярные широты
.